# Sääri
Sääri est une île d'Estonie située dans le golfe de Riga.

## Géographie
Elle est située à l'ouest de l'île Muhu et appartient à la commune de Muhu. Elle est entièrement recouverte de roseaux. 